# Giacomo Manzoni (político)

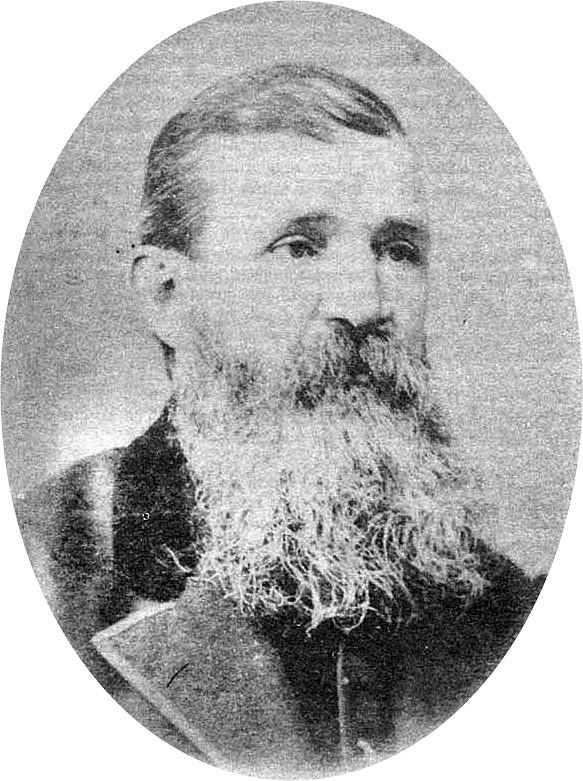

Giacomo Maria Manzoni (Lugo (Italia), 24 de octubre de 1816 - Lugo, 30 o 31 de diciembre de 1889) fue un político y bibliófilo italiano.
Perteneciente a la familia aristocrática de los condes Manzoni, fue hijo del conde Giambattista y de Caterina Monti, la cual era prima del famoso poeta neoclasicista Vincenzo Monti. Se casó en 1843 con su prima Luigia Lugaresi, con la que tuvo dos hijos, uno de ellos Luigi Manzoni (1844-1905).
Estudió en Lucca y en Bolonia y después en la universidad en Roma, donde cursó estudios de derecho, matemáticas, italiano y hebreo, este último con monseñor Nicholas Wiseman. Desde la infancia empezó a coleccionar libros antiguos.
En Lugo fue profesor de griego en el Collegio Trisi y el primer presidente de la caja de ahorros local, en 1845.
Al estallar la revolución de 1848, se unió al ejército de Ferrari, con el que participó en la campaña del Véneto contra el imperio austriaco. Poco después se convirtió en secretario del primer ministro de los Estados Pontificios, Pellegrino Rossi, y miembro del Consejo de Diputados del Parlamento Pontificio. Al año siguiente, tras el asesinato de Rossi y la huida del papa Pío IX, fue nombrado ministro de Finanzas de la República romana de 1849. Como la República se encontraba falta de armas y de dinero, fue enviado a Londres para negociar un préstamo con el que comprar fusiles. El primer ministro británico, Lord Palmerston, le puso una condición para el préstamo: ceder al Reino Unido las colecciones de los Museos Vaticanos, a lo cual Manzoni se negó.
Tras la caída de la República y la represión de sus partidarios, se exilió en San Marino, Grecia, Inglaterra y el reino de Cerdeña. Durante esa época tuvo que trabajar como tipógrafo, al haber confiscado el Papado los bienes de su familia. En 1860 regresó a Romaña, donde se estableció y pasó a consagrarse a su pasión de bibliófilo, es decir coleccionista y estudioso de libros antiguos. Acumuló unos 30.000 volúmenes, incluyendo más de cuatrocientos incunables (impresos del siglo XV) y unos 220 manuscritos, entre ellos el Tratado del vuelo de las aves de Leonardo da Vinci. En 1882 publicó Studi di bibliografia analitica (Estudios de bibliografía analítica).
A su muerte en 1889, sus hijos heredaron su gran biblioteca y procedieron a venderla entre 1892 y 1894.